# Sydney Box
Sydney Box (* 29. April 1907 in Beckenham; † 25. Mai 1983 in Perth) war ein britischer Filmproduzent und Drehbuchautor.
Sydney Box arbeitete zunächst als Journalist und verfasste verschiedene Bühnenstücke. Ab 1935 verfasste er die Drehbücher zusammen mit seiner Frau Muriel Box. 1939 gründete er mit Verity Films seine eigene Produktionsfirma, die u. a. Filme für das britische Militär herstellte. 1943 heuerte er bei den Riverside Studios an und legte den Fokus mehr auf die Produktion von Filmen.  
Mit seiner Frau gewann er 1947 den Oscar für das beste Originaldrehbuch zu Compton Bennetts Der letzte Schleier. Im gleichen Jahr wechselte Box zu Gainsborough Pictures und ersetzte dort Maurice Ostrer. 1951 erhielt er eine Oscar-Nominierung in der Kategorie Bester Ton. Der Preis ging schließlich an das 20th Century-Fox Sound Department für den Film Alles über Eva. 1958 wechselte Box zum Fernsehen und war an der Gründung von Tyne Tees Television beteiligt. Er setzte seine Produzententätigkeit bis 1967 fort und wanderte dann nach Australien aus, wo er 1983 starb.

## Filmografie (Auswahl)
- 1946: Der letzte Schleier (The Seventh Veil)
- 1946: Die Jahre dazwischen (The Years Between)
- 1947: Zigeunerblut (Jassy)
- 1947: Der perfekte Mörder (Dear Murderer)
- 1949: Columbus (Christopher Columbus)
- 1953: An der Straßenecke (Street Corner)
- 1955: Der Gefangene (The Prisoner)
- 1967: Heiße Katzen (Deadlier Than the Male)
- 1967: A King’s Story